# Helene Chadwick
Helene Chadwick (25 de noviembre de 1897 – 4 de septiembre de 1940) fue una actriz estadounidense.

## Biografía
Chadwick nació en el pequeño pueblo de Chadwicks, Nueva York, el cual fue nombrado en honor a su abuelo. Su madre fue una cantante y su padre un hombre de negocios.
Empezó a hacer películas para Pathe Pictures en Manhattan. Bajo la tutela de Samuel Goldwyn, Chadwick viajó a California en 1913 y entró en el mundo del cine mudo en 1916, donde fue una estrella de 1920 a 1925. En la cima de su carrera, su salario se estimaba en 2.000 dólares semanales. De 1929 a 1935 actuó en películas con sonido.
Al final de su carrera solamente realizó papeles secundarios. Helene hizo películas para Warner Brothers, Columbia Pictures, 20th Century Fox, Metro-Goldwyn-Mayer, Paramount Pictures y otros estudios.
Falleció en 1940.

## Filmografía seleccionada
| Año  | Título                     | Personaje                 | Observaciones |
| ---- | -------------------------- | ------------------------- | ------------- |
| 1916 | The Challenge              | Alberta Bradley           |               |
| 1917 | Vengeance Is Mine          | Marion De Long            |               |
| 1918 | The Naulahka               | Kate Sheriff              |               |
| 1919 | Girls                      | Kate West                 |               |
| 1919 | Caleb Piper's Girl         | Mary Piper                |               |
| 1919 | An Adventure in Hearts     | Condesa de Orano          |               |
| 1920 | Godless Men                | Ruth Lytton               |               |
| 1920 | Scratch My Back            | Madeline                  |               |
| 1921 | Dangerous Curve Ahead      | Phoebe Mabee              |               |
| 1921 | From the Ground Up         | Philena Mortimer          |               |
| 1922 | Brothers Under the Skin    | Millie Craddock           |               |
| 1923 | Gimme                      | Fanny Daniels             |               |
| 1924 | The Masked Dancer          | Betty Powell              |               |
| 1924 | Why Men Leave Home         | Irene Emerson             |               |
| 1925 | The Golden Cocoon          | Molly Shannon             |               |
| 1926 | Pleasures of the Rich      | Mary Wilson               |               |
| 1926 | Wise Guys Prefer Brunettes | Helene                    |               |
| 1927 | Stage Kisses               | Fay Leslie                |               |
| 1928 | Say It with Sables         | Helen Caswell             |               |
| 1928 | Modern Mothers             | Adele Dayton              |               |
| 1929 | Father and Son             | Miss White                |               |
| 1930 | Men Are Like That          | Clara Fisher Hyland       |               |
| 1931 | Hell Bound                 | Hermana de Sanford        |               |
| 1932 | Night World                | Clienta del club nocturno | No acreditada |
| 1933 | Merrily Yours              | Mrs. Rogers               |               |
| 1934 | School for Girls           | Larson                    |               |
| 1935 | Another Face               | Enfermera Daniels         | No acreditada |
| 1936 | San Francisco              |                           | No acreditada |
| 1937 | A Star Is Born             |                           | No acreditada |